# Jiang Wei

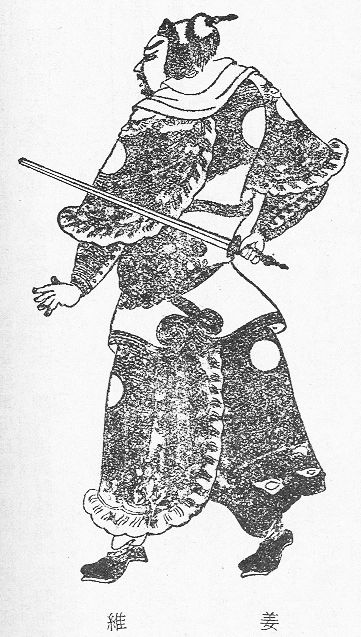
Illustration einer Qing-Ausgabe der Geschichte der Drei Reiche.

Jiang Wei (chinesisch 姜維, Pinyin Jiāng Wéi, W.-G. Chiang Wei; * 202 in Tianshui, Gansu; † 264 in Ba Shu), Großjährigkeitsname Boyue (chinesisch 伯約), war ein General des chinesischen Teilstaates Shu Han zur Zeit der Drei Reiche im alten China. Ursprünglich diente er der Armee der Wei-Dynastie im Norden als Offizier mittleren Ranges, schloss sich aber 228 dem Shu-Regenten Zhuge Liang auf der ersten seiner Nördlichen Expeditionen an. Zhuge Liang war von seinem Talent so beeindruckt, dass er ihn bald zum Kommandanten einer Armee ernannte. Unter Zhuge Liangs Nachfolgern Jiang Wan und Fei Yi stieg Jiang Wei immer weiter auf, bis er schließlich Fei Yis Hauptassistent wurde. Nach Fei Yis Tod im Jahre 253 folgte er ihm in seine Position nach, aber durch die militärischen Bedrohungen aus dem Norden hatte er nicht genug Macht, um den Kaiser Liu Shan zu beeinflussen. Deshalb kann seine Rolle als Regent der Shu Han in Frage gestellt werden.
Jiang Wei nahm Zhuge Liangs Feldzüge gegen Wei wieder auf, die Jiang Wan und Fei Yi größtenteils aufgegeben hatten. Er führte einige Expeditionen nach Norden, darunter eine in Koordination mit Zhuge Ke, dem Regenten der östlich gelegenen Wu-Dynastie, aber stets musste er wegen schlechter Versorgung aufgeben. Im Jahre 263 führten die Wei-Generäle Deng Ai und Zhong Hui eine Expedition an, um Shu zu erobern. Nach seiner baldigen Niederlage versuchte Jiang Wei, das Reich Shu wiederherzustellen, indem er Zhong Hui zur Rebellion gegen den Wei-Regenten Sima Zhao anstiftete. Aber Zhong Huis Soldaten lehnten sich gegen ihn auf, und Zhong Hui und Jiang Wei kamen um.

## Frühes Leben und Karriere unter Zhuge Liang
Jiang Wei wurde 202 in der Tianshui-Kommandantur (etwa heutiges Tianshui, Gansu) geboren. Sein Vater, der Offizier Jiang Jiong (chinesisch 姜冏), fiel bei einem Aufstand der Qiang, als Jiang Wei noch sehr jung war. Später entschloss sich Jiang Wei, ebenfalls Offizier zu werden. Er diente dem Nachfolgestaat der Han-Dynastie unter Cao Pi.
Als Zhuge Liang 228 seine erste Nördliche Expedition gegen Wei startete, wurde Jiang Wei von seinem befehlshabenden Offizier verdächtigt, sich Zhuge Liang anschließen zu wollen. Als Jiang Wei mit seinen Truppen außerhalb der Stadt war, ließ er die Stadttore schließen und verweigerte Jiang Wei die Rückkehr. Jiang Wei war gezwungen, zu Zhuge Liang abzufallen. Zhuge Liang war von Jiang Weis militärischem Talent beeindruckt und ernannte ihn schon im nächsten Jahr zu einem seiner höchsten Offiziere.

## Unter Jiang Wan und Fei Yi
Nach Zhuge Liangs Tod im Jahre 234 folgte Jiang Wan ihm als Regent nach. Auch er hielt Jiang Wei wegen seiner militärischen Fähigkeiten hoch in Ehren und ernannte ihn zum Gouverneur der Liang-Provinz (im heutigen Gansu), die jedoch nicht in Shus Machtbereich lag. Damit hatte Jiang Wei jedoch Befehlsgewalt über die nordwestliche Grenze des Reiches. Nach Jiang Wans Tod im Jahre 245 folgte ihm Fei Yi nach, der Jiang Wei zu seinem Hauptassistenten machte.
Jiang Wei wollte Zhuge Liangs offensive Politik gegen das Reich Wei fortsetzen, aber Fei Yi hegte Bedenken. Er stellte Jiang Wei nur ein kleines Truppenkontingent zur Verfügung, mit dem er zwar die Wei-Positionen im Grenzbereich überfallen, aber keine wirklichen Feldzüge führen konnte. Jiang Weis einziger nennenswerter Erfolg war, dass er einige Nicht-Han-Völker überzeugte, sich Shu Han anzuschließen.

## Als Regent
Nach Fei Yis Ermordung im Jahre 253 folgte Jiang Wei ihm in seine Position nach, aber sein Einfluss auf den Kaiser erwies sich bald als begrenzt. Der Kaiser wurde am Hof von dem korrupten Eunuchen Huang Hao gelenkt, der die Innenpolitik des Reiches bestimmte. Jiang Wei behielt lediglich im militärischen Bereich vollständige Kontrolle, aber weil die Effektivität und innere Sicherheit von Shu Han schwand, war er zu keiner erfolgreichen militärischen Operation in der Lage.

### Feldzüge gegen Wei

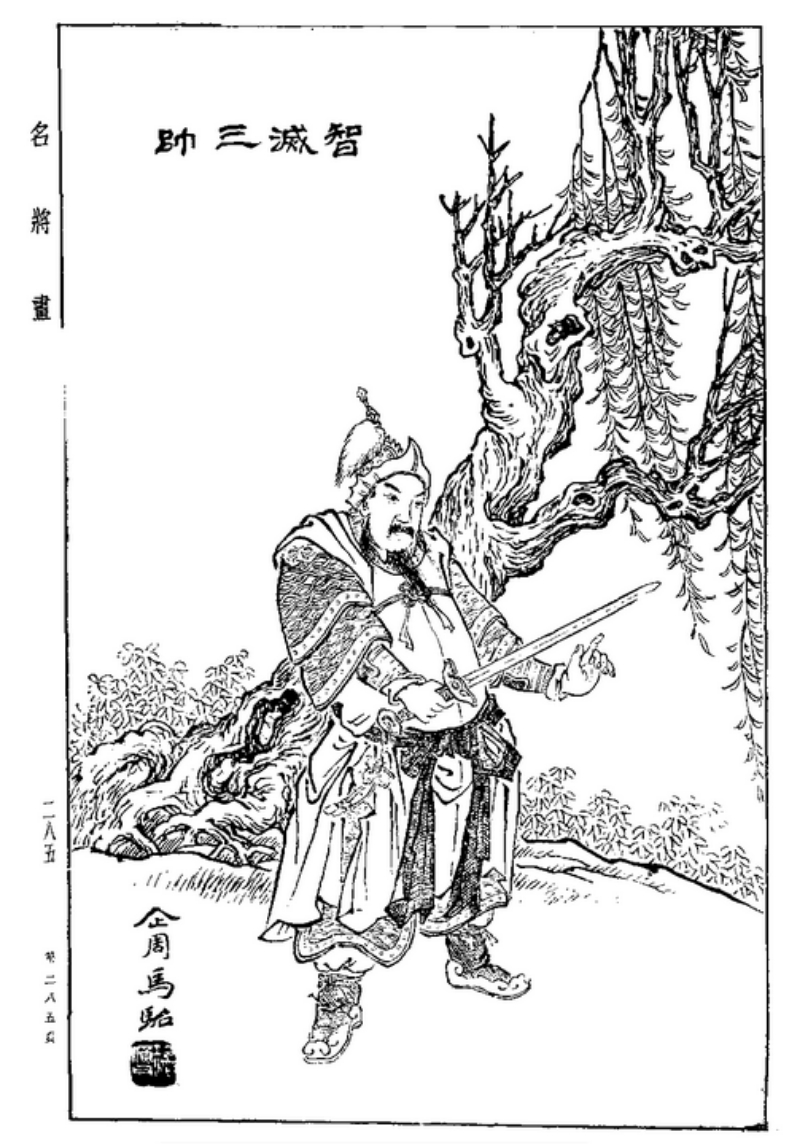
Jiang Wei

Jiang Wei nahm Zhuge Liangs offensive Politik gegen das Reich Wei rasch wieder auf. Noch im selben Jahr bereitete er einen Angriff vor, der mit dem Wu-Regenten Zhuge Ke koordiniert war. Jiang Wei griff die wichtige Grenzstadt Didao (chinesisch 狄道, im heutigen Dingxi, Gansu) an, während Zhuge Ke seine gewaltige Streitmacht gegen die Stadt Hefei (chinesisch 合肥, im heutigen Hefei, Anhui) führte. Der Wei-Regent Sima Shi schätzte Zhuge Ke korrekt als die größere Bedrohung ein und führte persönlich den größten Teil der Wei-Truppen nach Hefei, um ihm zu begegnen. Nach Didao schickte er nur eine kleine Entsatztruppe. Jiang Wei hatte bei seiner Belagerung Schwierigkeiten mit der Versorgung seiner Truppen und musste sich schließlich zurückziehen. Zhuge Ke erlitt indes eine vernichtende Niederlage vor Hefei und musste fliehen. Noch im selben Jahr starb er.
Im Jahre 254 wagte Jiang Wei eine zweite Expedition nach Didao, weil sich der Bezirksverwalter Li Jian (chinesisch 李簡) bereiterklärt hatte, zu ihm überzulaufen. Allerdings fing der Wei-General Xu Zhi (chinesisch 徐質) seinen Aufmarsch ab und brachte ihm eine empfindliche Niederlage bei, die Jiang Wei zum Rückzug zwang.
Obwohl der Offizier Zhang Yi davon abriet, griff Jiang Wei Didao im Sommer 255 erneut an. Seine ersten Operationen gegen Wang Jing (chinesisch 王經), den Gouverneur der Yong-Provinz (雍州, heutiges Shaanxi), waren äußerst erfolgreich. Als er Wang Jing fast vollständig besiegt war, riet Zhang Yi erneut, den Angriff abzubrechen. Aber Jiang Wei hörte nicht auf ihn, und er war gezwungen, die Belagerung Didaos abzubrechen, als Wei-Verstärkung unter dem Kommando von Chen Tai (chinesisch 陳泰) eintraf. Die Armeen von Shu und Wei lagen den Winter über im Patt miteinander. Im Sommer änderte Jiang Wei seine Strategie und wollte gegen die Stadt Shanggui (chinesisch 上邽, im heutigen Tianshui, Gansu) ziehen, aber der Wei-General Deng Ai trat ihm in den Weg und besiegte Jiang Weis Armee. Nach dieser Niederlage verlor das Volk des Reiches Shu sein Vertrauen auf Jiang Wei.
Im Jahre 257 hatte Wei mit einem Aufstand des Generals Zhuge Dan zu kämpfen, der sich gegen die hohe Stellung der Sima-Familie am Kaiserhof von Wei auflehnte. Jiang Wei nutzte diese Gelegenheit für einen neuen Angriff, diesmal gegen Mangshui (chinesisch 芒水, heutiges Xi’an, Shaanxi). Er konnte jedoch den Wei-Truppen unter Deng Ai und Sima Wang (司馬望) nicht in der Schlacht begegnen und zog sich nach Zhuge Dans Niederlage (258) zurück.
262 startete Jiang Wei seine letzte Expedition gegen das Reich Wei, allerdings gegen den Widerstand des Generals Liao Hua. Sein Ziel war Taoyang (chinesisch 洮陽, heutiges Gannan, Gansu), aber er musste erneut eine Niederlage gegen Deng Ai einstecken. Er zog sich nach Tazhong (chinesisch 沓中, auch in Gannan) zurück, weil er fürchtete, bei seiner Rückkehr in die Hauptstadt Chengdu von Huang Hao ins politische Abseits gedrängt zu werden. Vielleicht hatte er vor, sich einer Strategie des Zhuge Liang zu bedienen: auf den Herbst zu warten und die Soldaten das Getreide ernten zu lassen. Jiang Weis Furcht vor Huang Hao rührte daher, dass er den Kaiser noch im selben Jahr erfolglos beschworen hatte, Huang Hao hinzurichten. Seitdem suchte Huang Hao nach einer Gelegenheit, Jiang Wei durch seinen Freund Yan Yu (chinesisch 閻宇) zu ersetzen.

### Fall von Shu Han

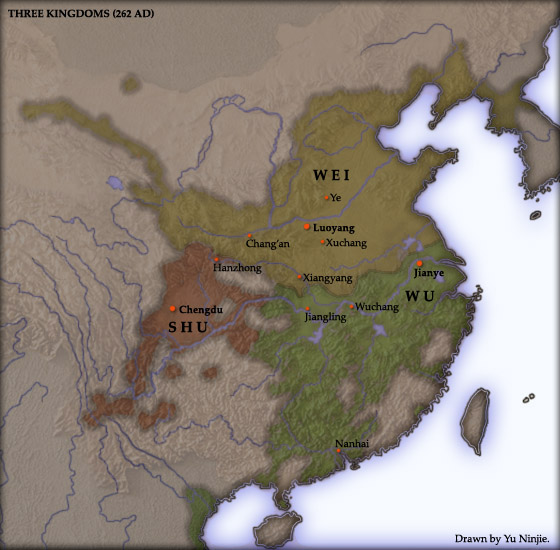
China am Vorabend der Wei-Invasion in Sichuan (262).

Schon im Jahr 258 hatte Jiang Wei einen Plan entwickelt, was im Falle eines Wei-Angriffs auf das Reich Shu zu tun sei. Die Grenzstädte sollten keinen Widerstand leisten, und die Shu-Truppen sollten sich in die Berge zurückziehen. Wenn die Wei-Truppen erschöpft seien, sollten die Shu-Truppen über sie herfallen. Dieser Notfallplan wurde vom Kaiser Liu Shan für gut befunden und stattgegeben.
Sima Zhao war Jiang Weis Angriffe schließlich leid. Deshalb beschloss er 262, Meuchelmörder anzuheuern, um Jiang Wei zu töten. Auf Anraten seiner Strategen nahm er sich jedoch stattdessen vor, Shu Han ein für alle Mal zu vernichten. Den Oberbefehl über die Invasionsstreitmacht gab er Deng Ai und Zhong Hui. Jiang Wei erkannte früh, was die Wei-Armee vorhatte, und bat den Kaiser um die Freigabe aller verfügbaren Truppen, um die wichtigen Pässe an der Nordgrenze zu besetzen. Huang Hao aber beriet sich mit Weissagern und riet dem Kaiser, nichts zu tun und auf Jiang Weis Bitten nicht einzugehen.
Als der Wei-Angriff im Jahre 263 begann, hielt sich Jiang Wei immer noch in Tazhong auf. Der Kaiser befahl ihm, seinen Notfallplan von 258 in die Tat umzusetzen. Aber sehr zu Jiang Weis Verblüffung ignorierte die Wei-Armee die Grenzstationen und zog direkt zu den wichtigen Pässen. Jiang Wei zog sich rasch zurück und versuchte, dem Ansturm zu begegnen. Nach einigen Misserfolgen konnte er bei Jiange (chinesisch 劍閣, im heutigen Guangyuan, Sichuan) Zhong Huis Armee endlich aufhalten. Zhong Hui dachte schon über einen Rückzug nach, aber Deng Ai führte ein kleines Truppenkontingent über gefährliche Bergpfade nach Jiangyou (chinesisch 江油, im heutigen Mianyang, Sichuan), besiegte dort den Shu-General Zhuge Zhan und zog dann zur Hauptstadt Chengdu. Liu Shan hielt die Stadt für verloren und ergab sich Zhong Hui, der Jiang Wei mit Hochachtung behandelte und zu seinem Berater machte.

### Versuch einer Wiedererrichtung des Reiches und Tod
Jiang Wei erkannte bald, dass Zhong Hui sich allen Wei-Generälen und sogar Sima Zhao überlegen fühlte. Darum ermutigte er ihn, Sima Zhao zu stürzen, und Zhong Hui bereitete seinen Aufstand vor. Er schickte Sima Zhao einen Bericht, in dem er Deng Ai fälschlich des Verrats beschuldigte. Außerdem fügte er gefälschte Briefe von und an Deng Ai hinzu. Sima Zhao befahl Zhong Hui im Jahre 264, Deng Ai festzunehmen und das Kommando über seine Truppen zu übernehmen. Er selbst brach mit einer Streitmacht von der Hauptstadt Luoyang nach Chengdu auf. Zhong Hui erkannte die Bedrohung. Er übernahm Deng Ais Truppen und begann den Aufstand.
Jiang Weis Plan war, Zhong Hui dazu zu überreden, alle höheren Wei-Offiziere zu töten. Danach wollte Jiang Wei ihn und seine Soldaten töten und das Reich Shu für unabhängig erklären. Er schickte Briefe an Liu Shan ab, in denen er seine Handlungsweise erläuterte. Zhong Hui war gewillt, die Wei-Offiziere zu töten, aber er zögerte bei der Ausführung dieses Plans. Als die Soldaten jedoch davon erfuhren, empörten sie sich gegen Zhong Hui und Jiang Wei, der Zhong Huis Leibwache gegen sie aufstellte. Aber sie konnten die Soldaten nicht aufhalten, und in der Verwirrung wurden nicht nur Zhong Hui und Jiang Wei, sondern auch Jiang Weis Frau und Kinder getötet.